# Orites excelsa
Orites excelsa är en tvåhjärtbladig växtart som beskrevs av Robert Brown. Orites excelsa ingår i släktet Orites och familjen Proteaceae. Inga underarter finns listade i Catalogue of Life.